# Basse-sur-le-Rupt
Basse-sur-le-Rupt [bas syʁ lə ʁy]  est une commune du massif des Vosges, dans le département des Vosges en région Grand Est. Elle appartient à l'aire urbaine de La Bresse. Elle fait partie de la Communauté de communes des Hautes Vosges. C'est l'une des 189 communes du parc naturel régional des Ballons des Vosges.
Ses habitants sont appelés les Bassurois .

## Géographie

### Localisation

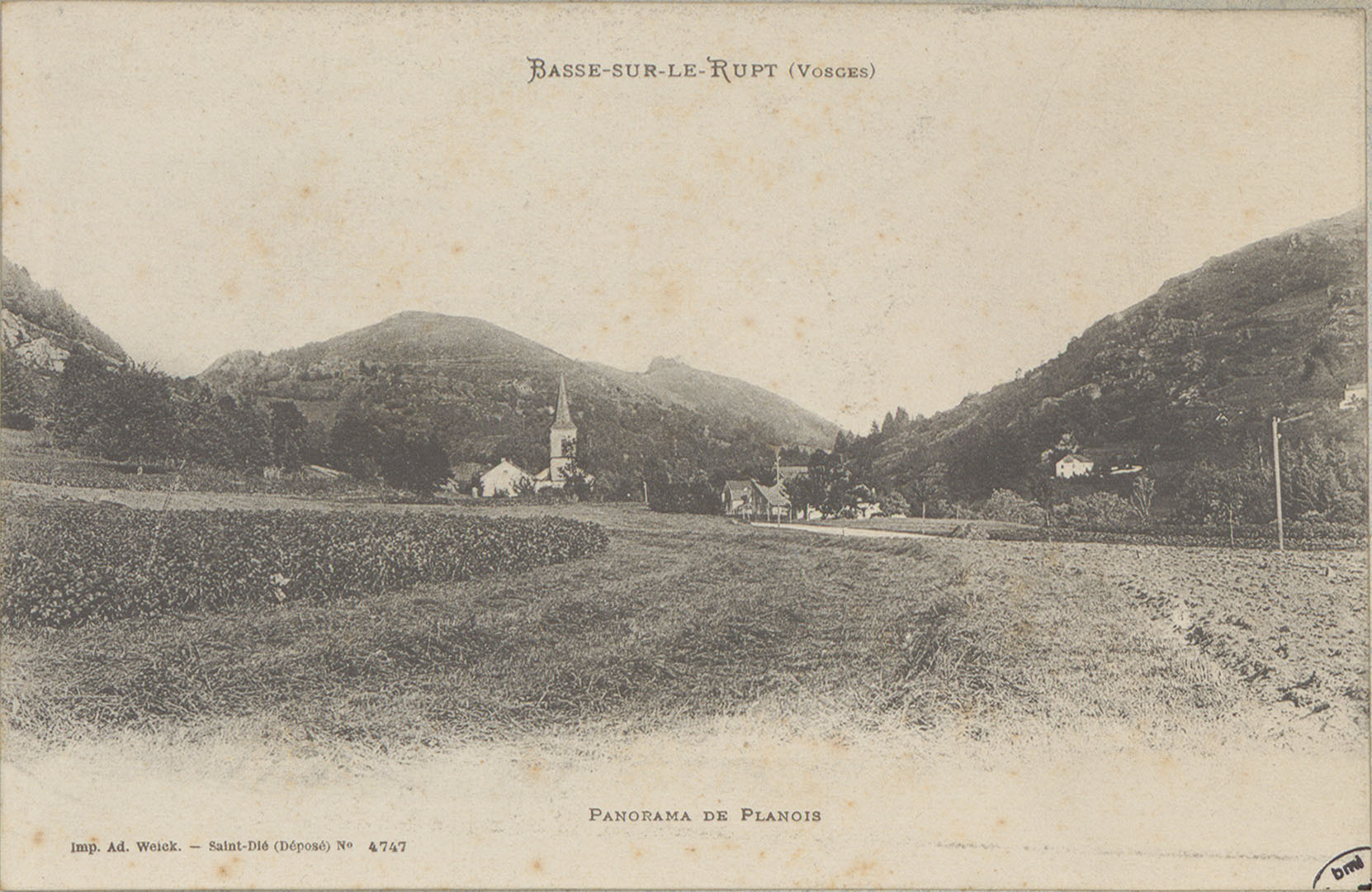
Vue sur le hameau de Planois (carte postale Adolphe Weick.)

Basse-sur-le-Rupt est bordée à l'est par La Bresse, au sud-est par Cornimont, au sud par Saulxures-sur-Moselotte, au sud-ouest par Thiéfosse à l'ouest par Vagney.
On note que Basse-sur-le-Rupt est en contact avec La Bresse en un seul point, situé sur la borne dite Pierre des Quatre Communes.
La commune est composée de sept hameaux :
- la Burotte, Contrexard, Planois, Presles, Pubas, Trougemont, l'Echté.

La commune est distante de 9,1 km de La Bresse, 12,3 de Dommartin-lès-Remiremont et 17,9 de Remiremont.

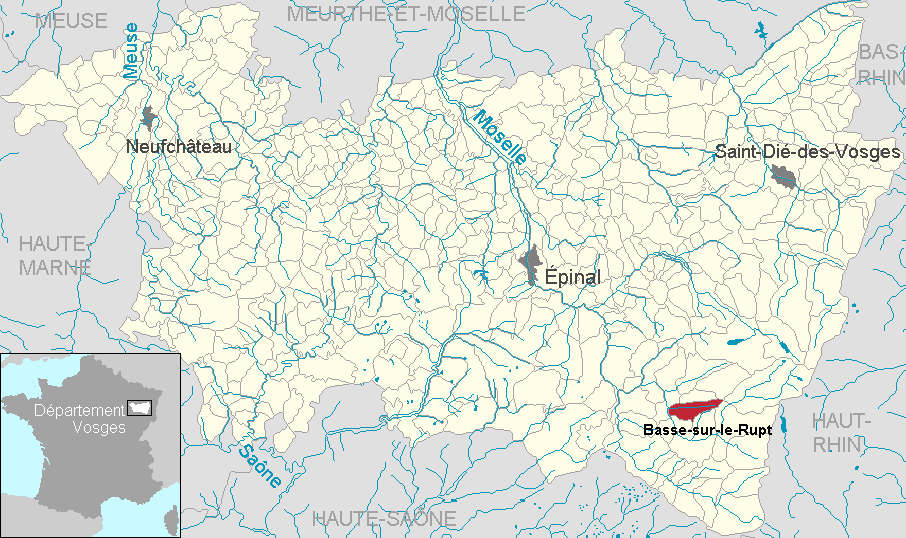
Localisation dans le département.

### Communes limitrophes
|           | Gerbamont               | Rochesson |
| Vagney    | Basse-sur-le-Rupt       | La Bresse |
| Thiéfosse | Saulxures-sur-Moselotte | Cornimont |

### Géologie et relief
Le Haut du Roc, site classé, repose sur un socle de granite couronné par un plateau de grès vosgien, parsemé d'un grand nombre de blocs erratiques transportés par les anciens glaciers, témoins de la glaciation.
Le point culminant de la commune se trouve au sommet de Ronfaing (1 060 m). La commune est composée de plusieurs petits hameaux avec au centre, Planois où se trouve la mairie et l’église à 650 m d'altitude.
Le hameau est entouré par quelques sommets, dont certains dépassent les 1 000 m comme le Haut du Roc et la Piquante Pierre. Mais aussi le Bambois de Planois (840 m) qui surplombe directement le village au nord, la Haute Rapaille (803 m) au sud ou encore le Sarimont (974 m) à l'est.

### Sismicité
Commune située dans une zone de sismicité modérée.

#### Hydrographie et les eaux souterraines
La commune est située dans le bassin versant du Rhin au sein du bassin Rhin-Meuse. Elle est drainée par le ruisseau de Basse sur le Rupt et le ruisseau des Trys,.
Les sources du Rupt sont situées au pied du Rondfaing, au Haut de Presles à 950 mètres, au dessus de la Croix des Moinats (890 mètres). Le toponyme Rupt ou la finale -rupt, fréquents en Lorraine, sont une graphie régionale pour le mot ru signifiant précisément « ruisseau ».

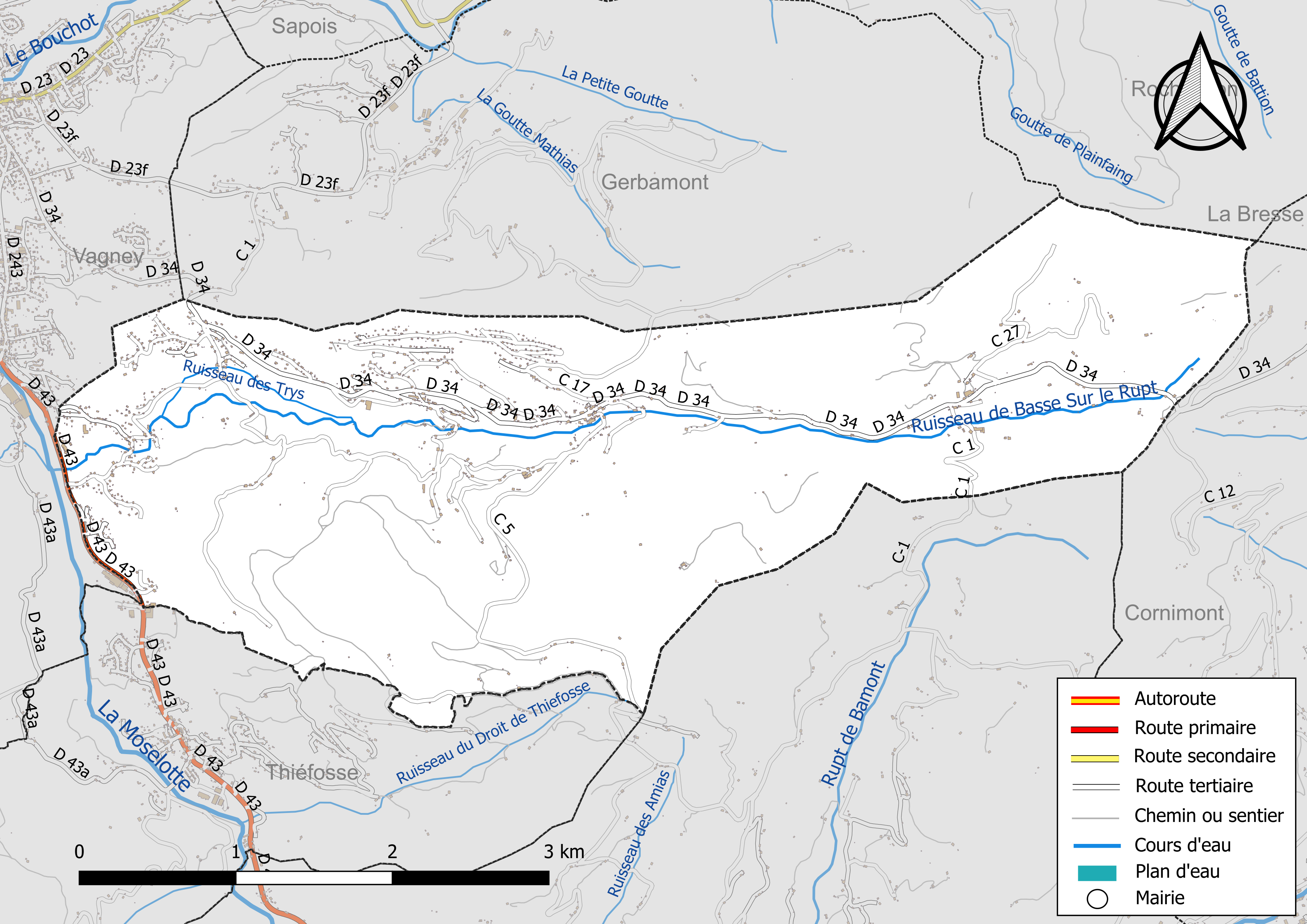
Réseaux hydrographique et routier de Basse-sur-le-Rupt.

### Climat
Pour des articles plus généraux, voir Climat du Grand Est et Climat des Vosges.
En 2010, le climat de la commune est de type climat de montagne, selon une étude du Centre national de la recherche scientifique s'appuyant sur une série de données couvrant la période 1971-2000. En 2020, Météo-France publie une typologie des climats de la France métropolitaine dans laquelle la commune est exposée à un climat semi-continental et est dans la région climatique  Vosges, caractérisée par une pluviométrie très élevée (1 500 à 2 000 mm/an) en toutes saisons et un hiver rude (moins de 1 °C). 
Pour la période 1971-2000, la température annuelle moyenne est de 8,4 °C, avec une amplitude thermique annuelle de 16,6 °C. Le cumul annuel moyen de précipitations est de 2 027 mm, avec 14,7 jours de précipitations en janvier et 11,9 jours en juillet. Pour la période 1991-2020, la température moyenne annuelle observée sur la station météorologique installée sur la commune est de 10,7 °C et le cumul annuel moyen de précipitations est de 1 551,6 mm. 
La température maximale relevée sur cette station est de 39,3 °C, atteinte le 25 juillet 2019 ; la température minimale est de −18,1 °C, atteinte le 1er mars 2005,,. 
| Mois                                  | jan.           | fév.           | mars           | avril         | mai           | juin          | jui.          | août         | sep.          | oct.          | nov.           | déc.           | année      |
| ------------------------------------- | -------------- | -------------- | -------------- | ------------- | ------------- | ------------- | ------------- | ------------ | ------------- | ------------- | -------------- | -------------- | ---------- |
| Température minimale moyenne (°C)     | −1             | −1,5           | 0,5            | 3,5           | 7,6           | 11,3          | 12,7          | 12,5         | 8,9           | 6,2           | 2,7            | 0,1            | 5,3        |
| Température moyenne (°C)              | 2,3            | 2,9            | 6,2            | 10,1          | 13,7          | 17,8          | 19,3          | 18,9         | 15,3          | 11,5          | 6,7            | 3,2            | 10,7       |
| Température maximale moyenne (°C)     | 5,6            | 7,3            | 12             | 16,7          | 19,8          | 24,3          | 25,8          | 25,2         | 21,7          | 16,7          | 10,6           | 6,3            | 16         |
| Record de froid (°C) date du record   | −15,4 07.01.17 | −17,8 07.02.12 | −18,1 01.03.05 | −8 08.04.03   | −2,1 07.05.19 | 0 03.06.06    | 4 03.07.11    | 3,9 30.08.09 | −0,7 29.09.02 | −6,7 29.10.12 | −10,6 30.11.10 | −18,1 20.12.09 | −18,1 2009 |
| Record de chaleur (°C) date du record | 15,8 16.01.20  | 23,8 27.02.19  | 26,3 31.03.21  | 29,7 28.04.12 | 32,4 25.05.09 | 37,9 26.06.19 | 39,3 25.07.19 | 39 12.08.03  | 33,9 14.09.20 | 28,1 16.10.17 | 23,8 08.11.15  | 16,1 24.12.12  | 39,3 2019  |
| Précipitations (mm)                   | 179,5          | 133,1          | 124            | 87,5          | 128,3         | 105           | 102,4         | 125,2        | 92,3          | 138,4         | 144,8          | 191,1          | 1 551,6    |

| Diagramme climatique                                  |              |          |             |              |             |               |               |             |              |              |             |
| J                                                     | F            | M        | A           | M            | J           | J             | A             | S           | O            | N            | D           |
| 5,6−1179,5                                            | 7,3−1,5133,1 | 120,5124 | 16,73,587,5 | 19,87,6128,3 | 24,311,3105 | 25,812,7102,4 | 25,212,5125,2 | 21,78,992,3 | 16,76,2138,4 | 10,62,7144,8 | 6,30,1191,1 |
| Moyennes : • Temp. maxi et mini °C • Précipitation mm |              |          |             |              |             |               |               |             |              |              |             |

Les paramètres climatiques de la commune ont été estimés pour le milieu du siècle (2041-2070) selon différents scénarios d'émission de gaz à effet de serre à partir des nouvelles projections climatiques de référence DRIAS-2020. Ils sont consultables sur un site dédié publié par Météo-France en novembre 2022.

### Voies de communications et transports

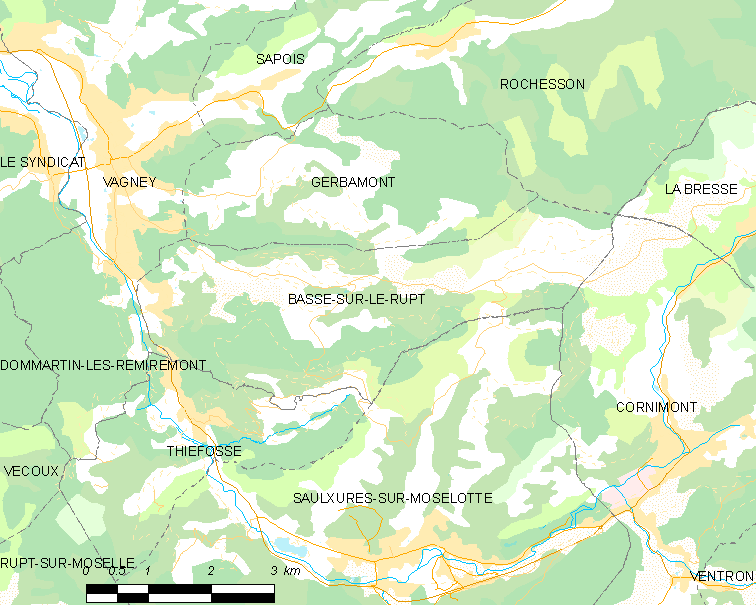
Situation géographique de Basse-sur-le-Rupt.

#### Voies routières
- Située en moyenne montagne, la commune de Basse-sur-le-Rupt s'allonge sur une dizaine de kilomètres, le long de la départementale 34 qui relie Vagney à La Bresse[14], passant de 409 m à 1 060 m d'altitude.

#### Transports en commun

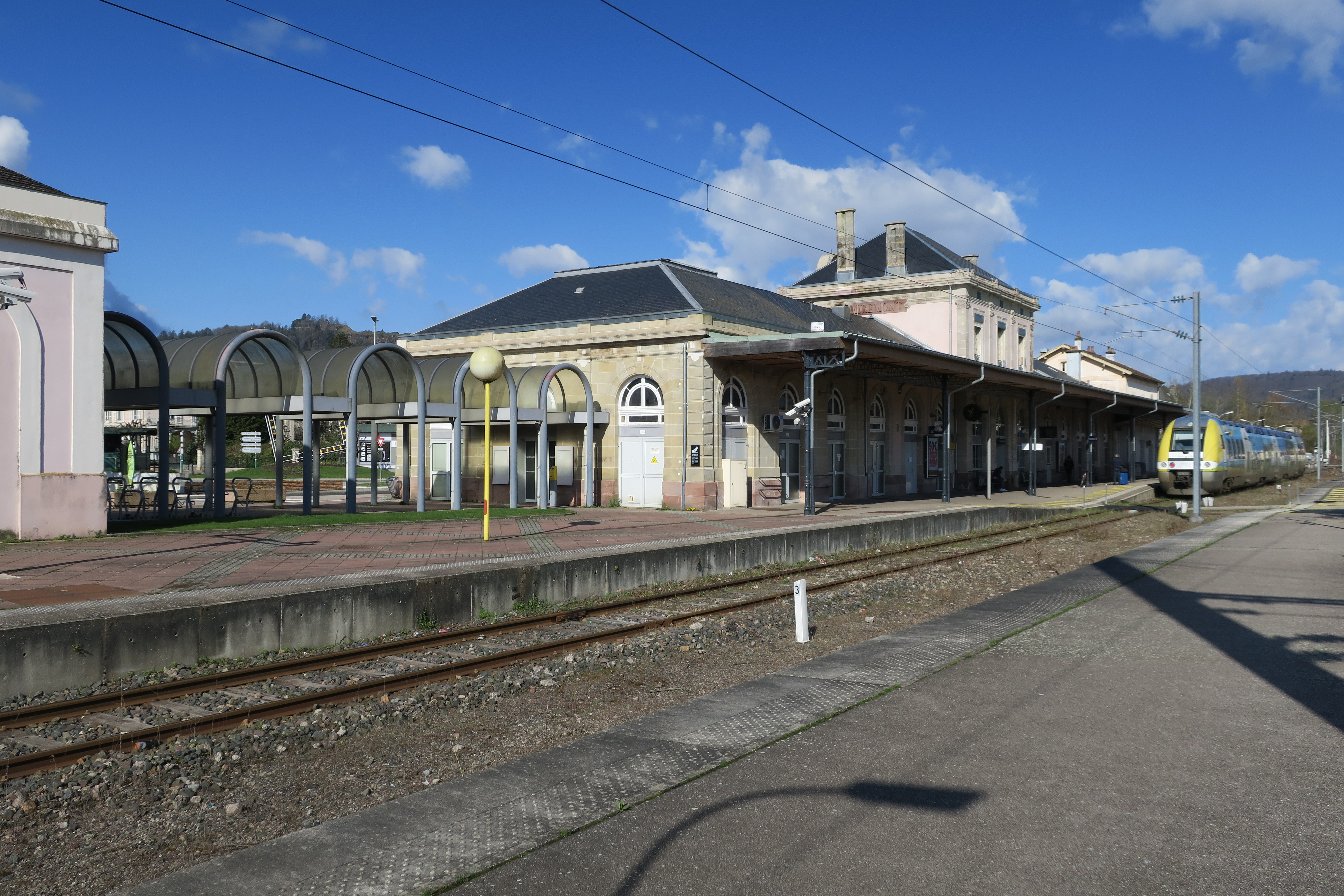
Gare de Remiremont.

- Réseau régional de transports en commun "Fluo Grand Est"[15].

#### Lignes SNCF
- Après le TGV qui desservait la gare de Remiremont, la LGV Est européenne, (Ligne à Grande Vitesse), est devenue une réalité. Ce qui réduit les durées de trajets à 2 h 45 Remiremont / Paris, en assurant ainsi un réel désenclavement des vallées ;
- Gare routière de Remiremont[16].

## Urbanisme

### Typologie
Au 1er janvier 2024, Basse-sur-le-Rupt est catégorisée commune rurale à habitat dispersé, selon la nouvelle grille communale de densité à sept niveaux définie par l'Insee en 2022.
Elle appartient à l'unité urbaine de Vagney, une agglomération intra-départementale regroupant dix  communes, dont elle est une commune de la banlieue,,. La commune est en outre hors attraction des villes,.

### Occupation des sols
L'occupation des sols de la commune, telle qu'elle ressort de la base de données européenne d’occupation biophysique des sols Corine Land Cover (CLC), est marquée par l'importance des forêts et milieux semi-naturels (53,5 % en 2018), en diminution par rapport à 1990 (58,6 %). La répartition détaillée en 2018 est la suivante :
forêts (45,6 %), prairies (22,1 %), zones urbanisées (14,7 %), zones agricoles hétérogènes (9,7 %), milieux à végétation arbustive et/ou herbacée (7,9 %). L'évolution de l’occupation des sols de la commune et de ses infrastructures peut être observée sur les différentes représentations cartographiques du territoire : la carte de Cassini (XVIIIe siècle), la carte d'état-major (1820-1866) et les cartes ou photos aériennes de l'IGN pour la période actuelle (1950 à aujourd'hui).

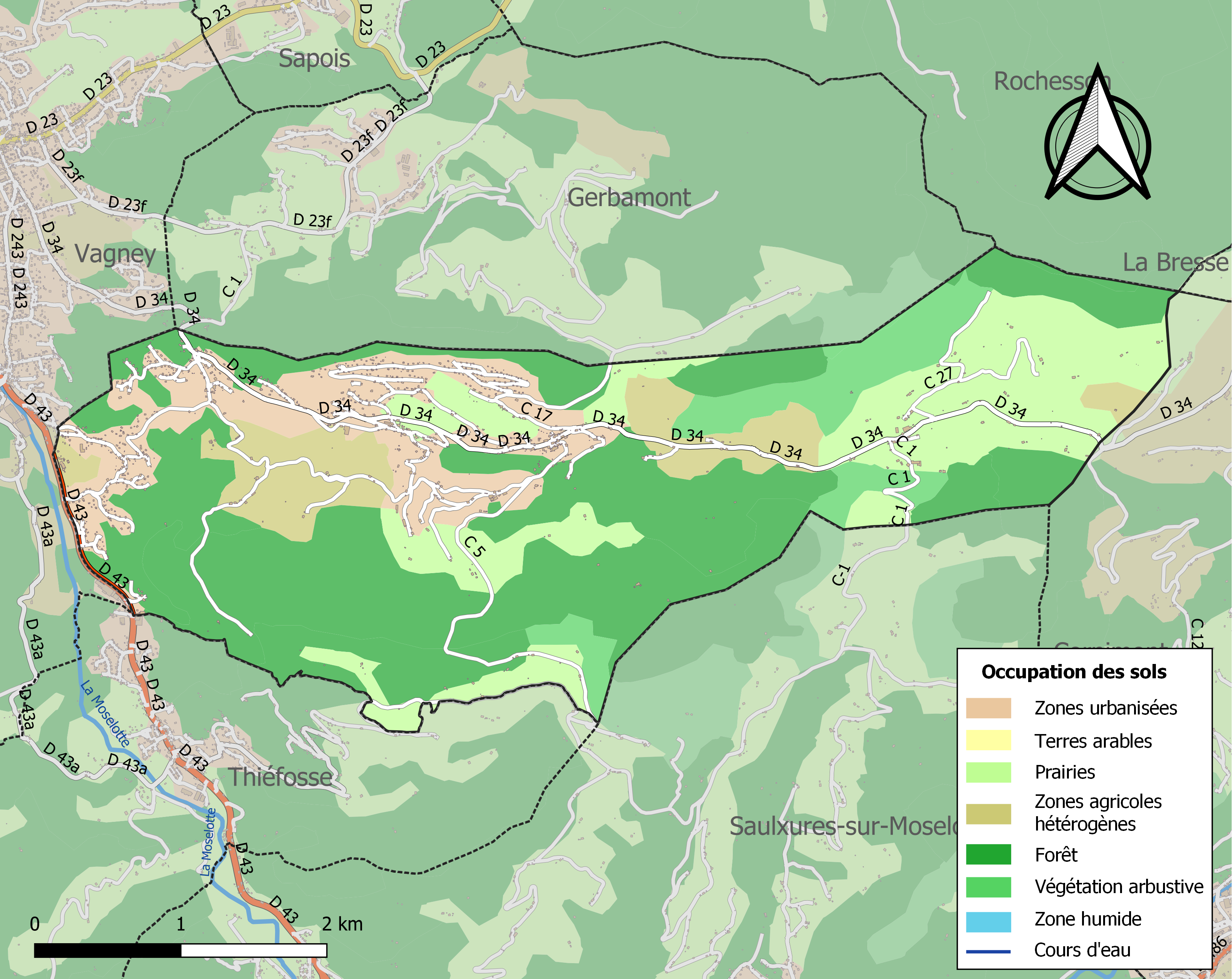
Carte des infrastructures et de l'occupation des sols de la commune en 2018 (CLC).

## Toponymie
La commune fut créée à la Révolution française par la réunion de différents hameaux de la vallée du ruisseau de Basse sur le Rupt : Contrexart, Peubas, Trugemont, Planois et Presle, tous lesquels hameaux s’appellent « Sur le Rupt ».

Tous les hameaux s’appellent « Sur le Rupt » en 1704,. Le nom de la localité est attesté sous la forme La Basse sur le Rupt en 1790,.
L'élément Basse désigne des « terres basses », basse signifiant précisément « bas-fond » en langue d'oïl.

## Histoire
La commune fut créée à la Révolution française par la réunion de différents hameaux de la vallée du ruisseau de Basse sur le Rupt, affluent de la Moselotte.

### Seconde Guerre mondiale
Durant la Seconde Guerre mondiale, au moment de la Libération de la France, la commune de Basse-sur-le-Rupt fut le théâtre d'un épisode tragique. En raison de sa situation à la fois en altitude et entourée de forêts, la Piquante Pierre, un des plus hauts sommets de la commune, abritait un maquis. Celui-ci fut attaqué et détruit le 21 septembre 1944 par l'armée allemande,.
La Piquante Pierre devint ensuite un lieu de mémoire où fut érigé un monument aux morts en souvenir des 83 maquisards disparus.

## Politique et administration

### Découpage territorial
Basse-sur-le-Rupt, qui relevait de l'arrondissement d'Épinal, a été rattachée à l'arrondissement de Saint-Dié-des-Vosges du 1er janvier 2019 au 31 décembre 2023.
Par arrêté préfectoral du 15 septembre 2023, la commune est retirée le 1er janvier 2024 de l'arrondissement de Saint-Dié-des-Vosges et rattachée à l'arrondissement d'Épinal.

### Liste des maires
| Période          | Période        | Identité                    | Étiquette | Qualité                                      |
| ---------------- | -------------- | --------------------------- | --------- | -------------------------------------------- |
| 11 mai 1904      | 1919           | Émile Mathieu (1851-1919)   |           | Comptable                                    |
| 10 décembre 1919 | 2 juillet 1951 | Camille Belzung (1877-1951) |           | Décédé pendant son sixième mandat            |
| 5 août 1951      | 21 mars 1959   | Léon Perrin (1903-1976)     |           | Cultivateur                                  |
| 21 mars 1959     | 21 mars 1971   | Adrien Perrin (1910-1987)   |           | Granitier et cultivateur                     |
| 21 mars 1971     | 21 mars 1977   | Daniel Perrin (1940-2024)   |           | Graveur sur granite                          |
| 21 mars 1977     | 21 mars 1983   | Raymond Perrin              |           |                                              |
| 21 mars 1983     | juin 1995      | Daniel Perrin (1940-2024)   |           | Graveur sur granite                          |
| juin 1995        | mars 2014      | Marc Grandemange            |           |                                              |
| mars 2014        | En cours       | Nadine Perrin               | DVD       | Suppléante du député UDI Christophe Naegelen |

### Finances locales

#### Budget et fiscalité 2022

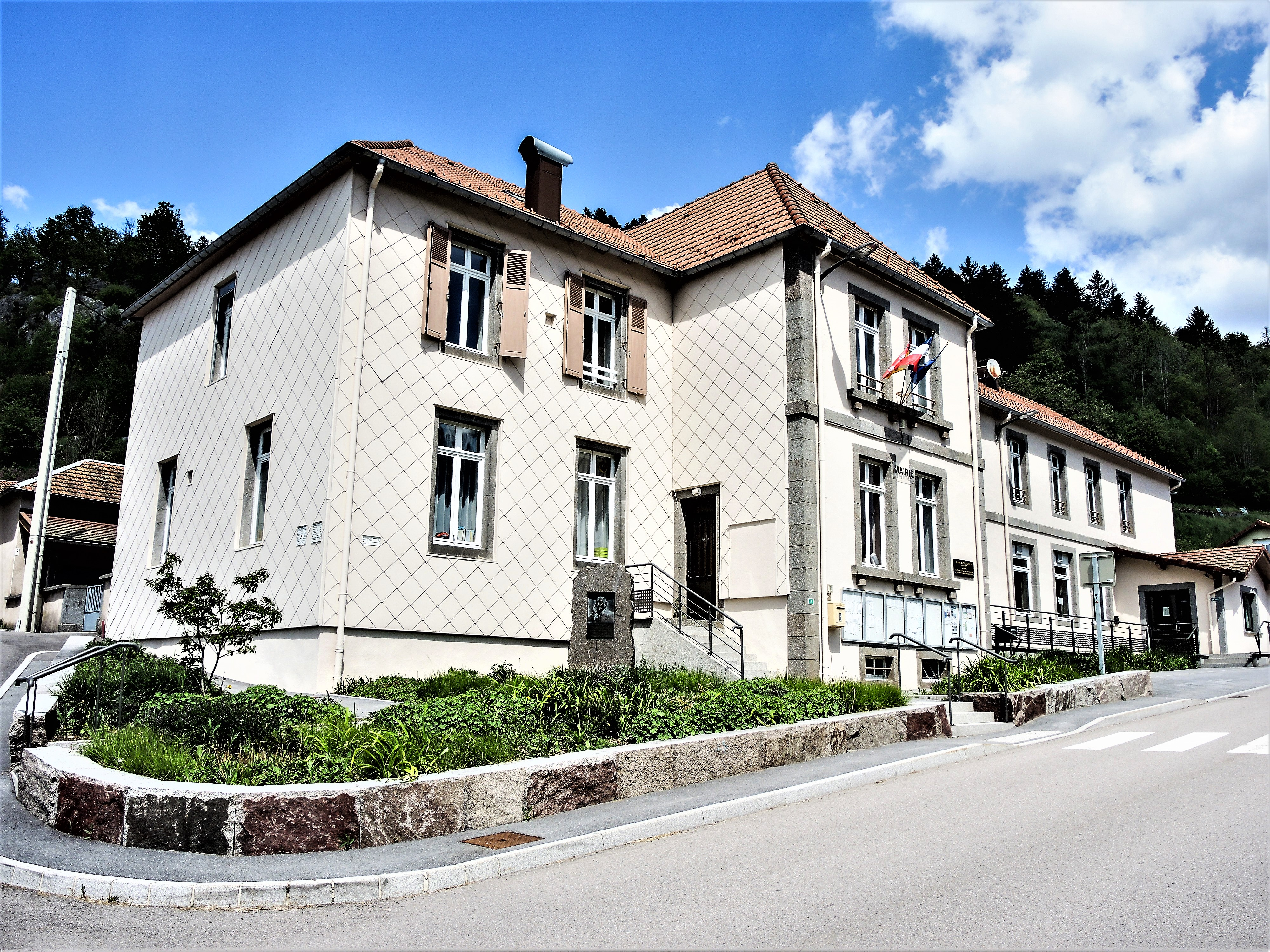
Mairie au centre de Planois.

En 2022, le budget de la commune était constitué ainsi :
- total des produits de fonctionnement : 713 000 €, soit 794 € par habitant ;
- total des charges de fonctionnement : 633 000 €, soit 705 € par habitant ;
- total des ressources d'investissement : 159 000 €, soit 177 € par habitant ;
- total des emplois d'investissement : 171 000 €, soit 191 € par habitant ;
- endettement : 225 000 €, soit 251 € par habitant.

Avec les taux de fiscalité suivants :
- taxe d'habitation : 16,33 % ;
- taxe foncière sur les propriétés bâties : 36,39 % ;
- taxe foncière sur les propriétés non bâties : 16,75 % ;
- taxe additionnelle à la taxe foncière sur les propriétés non bâties : 0,00 % ;
- cotisation foncière des entreprises : 0,00 %.

Chiffres clés Revenus et pauvreté des ménages en 2021 : médiane en 2021 du revenu disponible, par unité de consommation : 23 180 €.

## Population et société

### Démographie

#### Évolution démographique
L'évolution du nombre d'habitants est connue à travers les recensements de la population effectués dans la commune depuis 1793. Pour les communes de moins de 10 000 habitants, une enquête de recensement portant sur toute la population est réalisée tous les cinq ans, les populations de référence des années intermédiaires étant quant à elles estimées par interpolation ou extrapolation. Pour la commune, le premier recensement exhaustif entrant dans le cadre du nouveau dispositif a été réalisé en 2007.

En 2022, la commune comptait 854 habitants, en évolution de −1,61 % par rapport à 2016 (Vosges : −2,96 %, France hors Mayotte : +2,11 %).
| 1793 | 1800 | 1806 | 1821 | 1831 | 1836 | 1841 | 1846 | 1856  |
| ---- | ---- | ---- | ---- | ---- | ---- | ---- | ---- | ----- |
| 768  | 564  | 787  | 831  | 859  | 842  | 907  | 903  | 1 026 |

| 1861  | 1866  | 1876  | 1881  | 1886  | 1891  | 1896  | 1901 | 1906  |
| ----- | ----- | ----- | ----- | ----- | ----- | ----- | ---- | ----- |
| 1 026 | 1 035 | 1 193 | 1 221 | 1 186 | 1 206 | 1 133 | 999  | 1 090 |

| 1911 | 1921 | 1926 | 1931 | 1936 | 1946 | 1954 | 1962 | 1968 |
| ---- | ---- | ---- | ---- | ---- | ---- | ---- | ---- | ---- |
| 982  | 923  | 932  | 914  | 893  | 932  | 897  | 838  | 778  |

| 1975 | 1982 | 1990 | 1999 | 2006 | 2007 | 2012 | 2017 | 2022 |
| ---- | ---- | ---- | ---- | ---- | ---- | ---- | ---- | ---- |
| 704  | 786  | 804  | 819  | 881  | 890  | 878  | 864  | 854  |

### Enseignement
Établissements d'enseignements :
- École maternelle et primaire,
- Collèges à Vagney, Cornimont, La Bresse,
- Lycées à Gérardmer, Remiremont.

### Santé
Professionnels et établissements de santé :
- Médecins à Saulxures-sur-Moselotte, Vagney,
- Pharmacies à Saulxures-sur-Moselotte, Vagney,
- Centre hospitalier de Remiremont.

### Cultes
- Culte catholique, paroisse Ban-de-Vagney[37], Diocèse de Saint-Dié.

## Économie

### Entreprises et commerces

#### Agriculture - apiculture - pêche
- Agriculteurs[38],
- Apiculteurs,
- Aviculture.

#### Tourisme
- Auberge [39].
- Locations saisonnières[40].
- Gîte de séjour[41].

#### Commerces et services
- Commerces de proximité à Vagney.
- Activité industrielle :
  - La scierie Duhoux[42],
  - Scieries hydrauliques à cadre, Usine de taille de granite dite graniterie[43],[44],
  - Usine de taille de granite dite graniterie[45].

## Culture locale et patrimoine

### Lieux et monuments

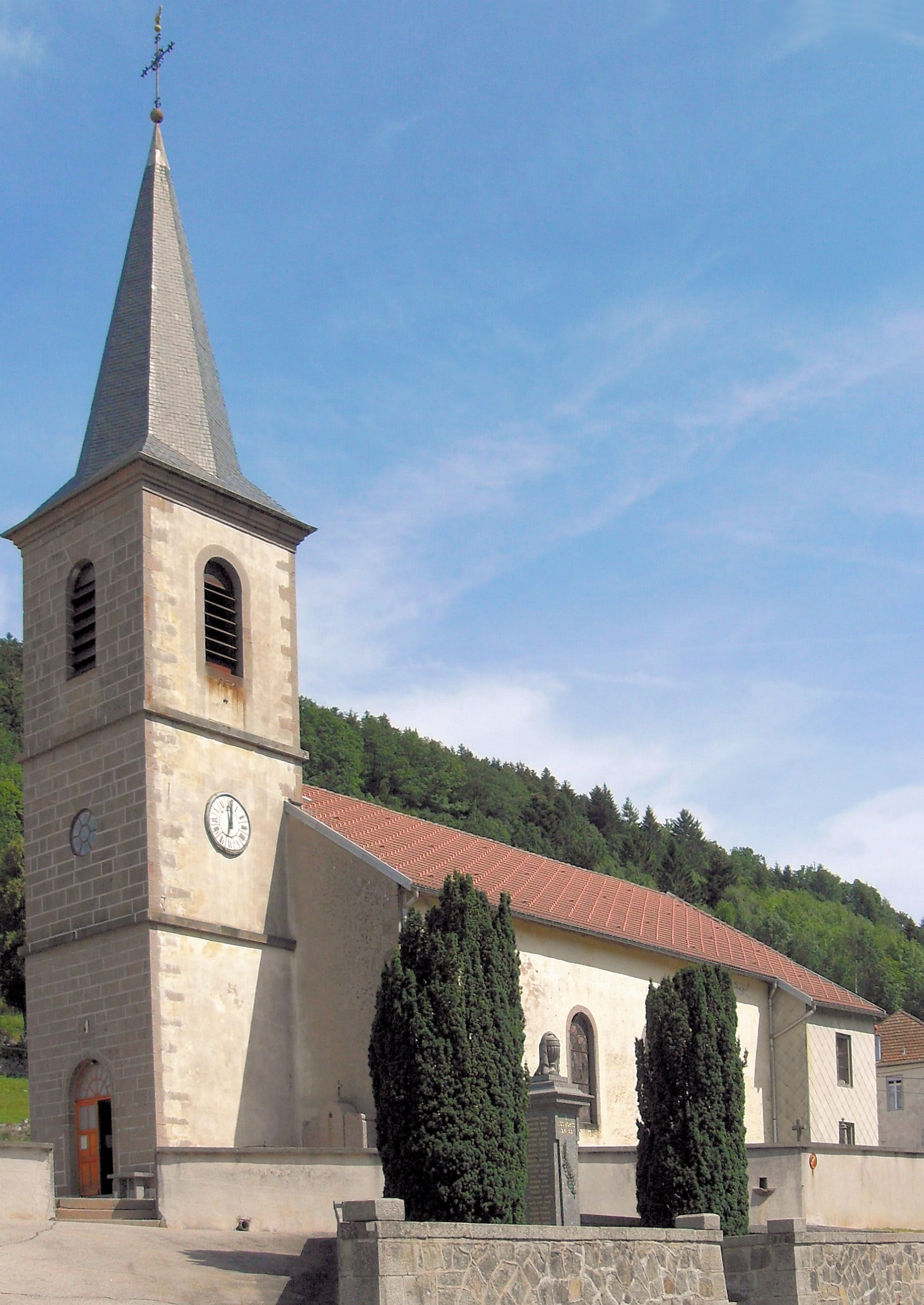
Église Saint-Nicolas.
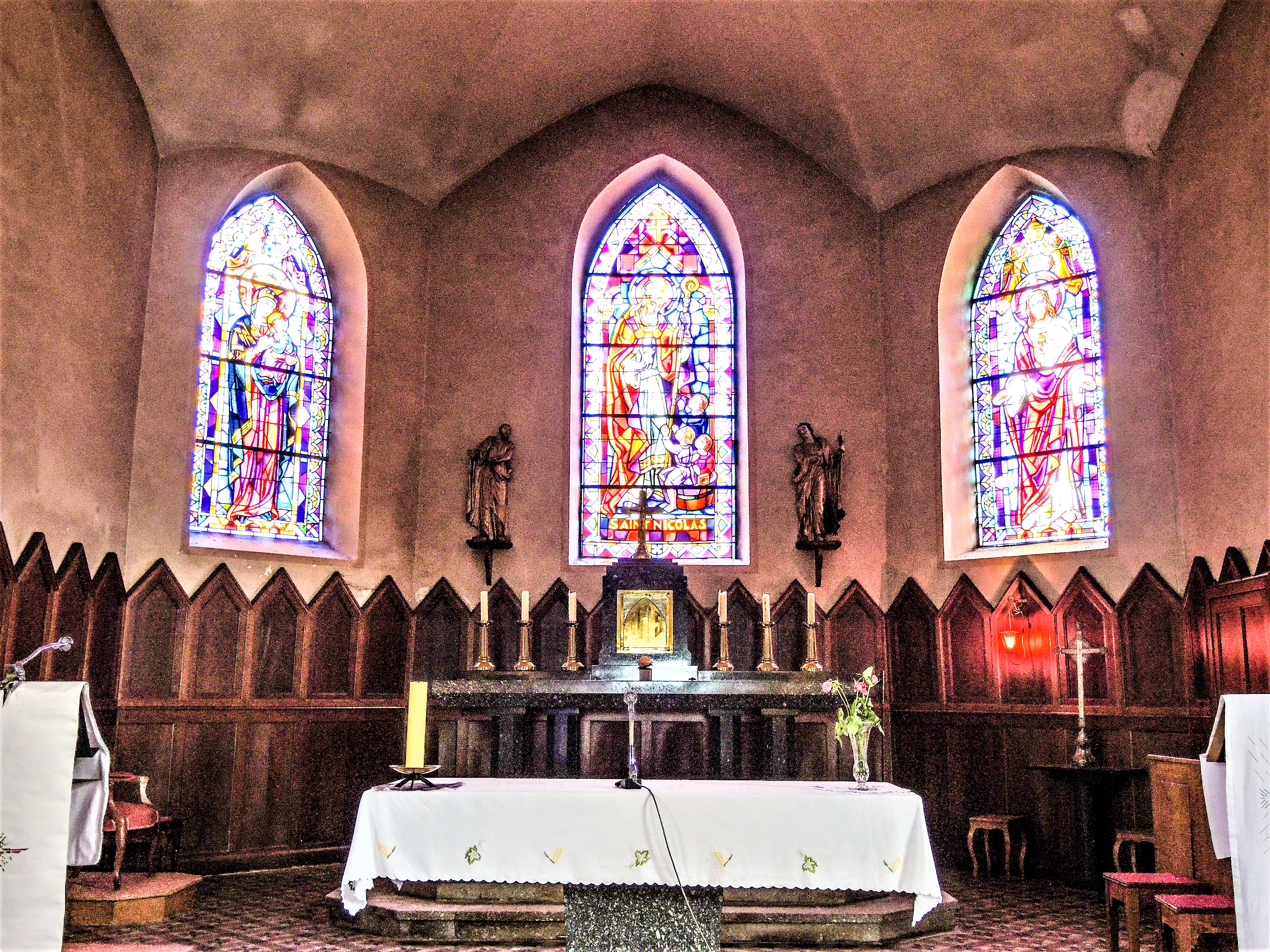
Vitraux et maître-autel de l'église.
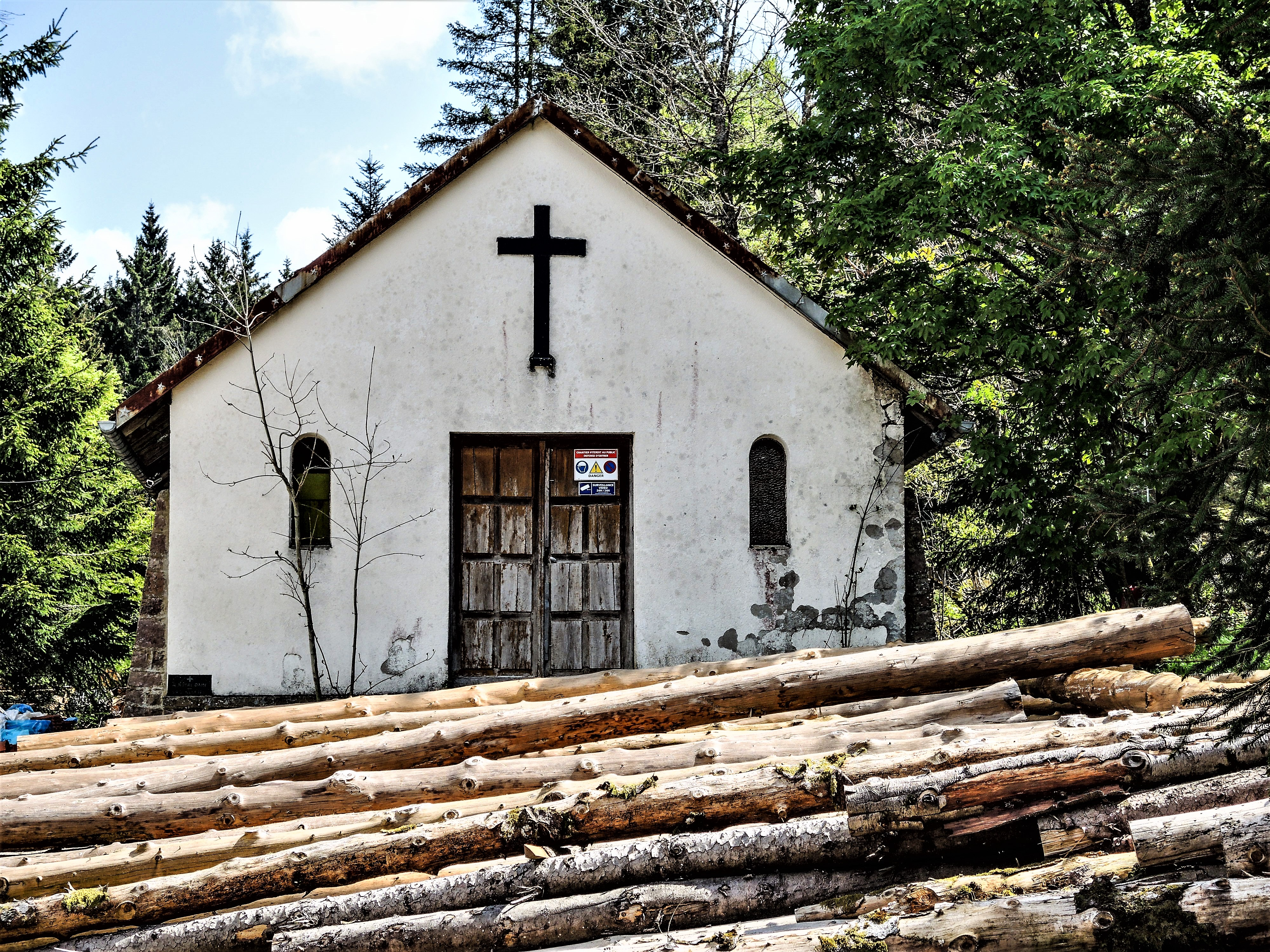
Ancienne chapelle du Haut-du-Roc.
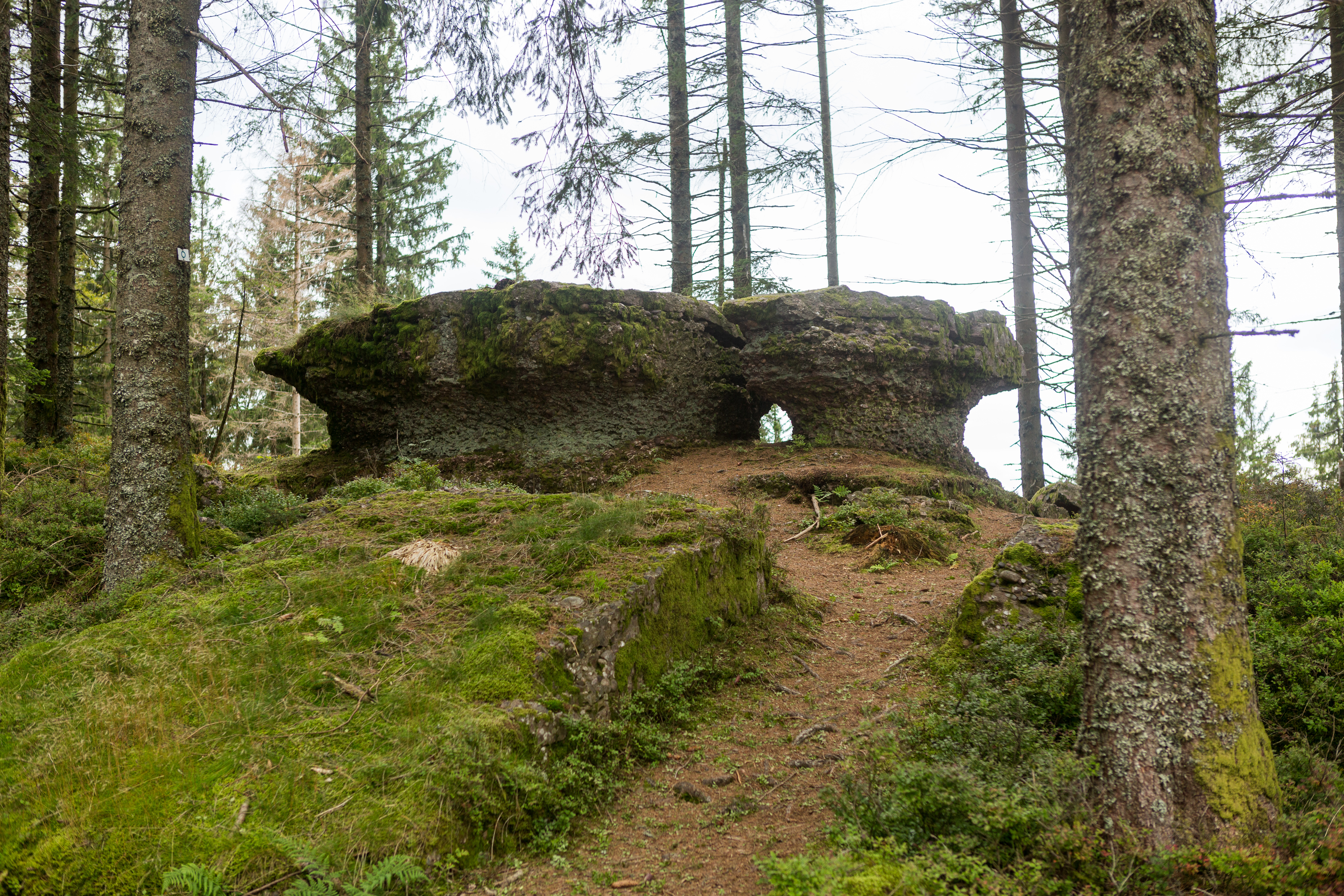
Tables de Charlemagne.

- L'église Saint-Nicolas : culte dépendant de la paroisse du Ban-de-Vagney[46].
- Le Haut du Roc : ce site à 1 014 m d'altitude, partagé avec la commune de Saulxures-sur-Moselotte, est implanté sur des poudingues (mélange de grès et de galets). Sur une plate-forme qui offre un large panorama sur la commune, une croix a été érigée en 1933.
- La Pierre des Quatre Communes : cette pierre que l'on trouve dans la forêt sur les sentiers de promenade est une borne qui marque la limite de la commune avec ses trois voisines, La Bresse, Cornimont et Rochesson. Il s'agit également du point culminant de la commune à 1 060 ;
- La Piquante Pierre[47]. On ne connaît pas très bien l'origine de ce monolithe situé à 1 008 m d'altitude. Il est cependant remarquable car si on le regarde bien on peut constater qu'il est formé de 4 visages (un peu à l'image des statues de l'île de Pâques). Chacun de ces visages indique un point cardinal[48].
- Monuments commémoratifs :
  - monument aux morts du maquis ;
  - la Croix des Moinats : un monument commémore le souvenir des goums marocains au col de la Croix des Moinats. Leurs bataillons (appelés tabors) comprenant 12 000 goumiers ont combattu dans la région durant la Seconde Guerre mondiale en y laissant un lourd tribut puisque 9 000 d'entre eux furent tués ou blessés ;
  - monument aux morts devant l'église, Plaque commémorative 1914-1918 dans l'église, Monument commémoratif des Goumiers marocains sur la RD 34 en direction de Planois, Monument commémoratif du maquis de "la Piquante Pierre"[49],[50].

### Personnalités liées à la commune
- Isidore Étienne, né le 4 février 1872 et mort le 2 janvier 1960 dans la commune. Entrepreneur local, il fut président du syndicat des granitiers de France[51] ;
- Paul Henri Lecomte (1856-1934), botaniste et académicien.
- Les "frères Claude", biathlètes français et belges[52] :
  - Florent Claude,
  - Fabien Claude,
  - Émilien Claude.

### Héraldique
| Blason | Blasonnement : Tranché : - au I : d'argent, aux monts de sinople mouvants de la pointe chargés d'une pierre de granit d'argent mouvant aussi de la pointe et mise en pal ; - au II : d'or, à la roue à aubes de sable ; - une cotice en bande d'azur brochant la partition ; - au chef de gueules chargé de sept besants d'argent rangés en fasce. Commentaires : Le blason est récent, dessiné en 1999 par un artiste local, Olivier Claudon. |

On y discerne les points caractéristiques de la commune :
- ses sept hameaux : la Burotte, Contrexard, Planois, Presles, Pubas, Trougemont et l'Echté ;
- la rivière qui la traverse : le Rupt, affluent droit de la Moselotte ;
- son histoire économique fondée :
  - sur l'eau qui a permis l'installation de l'industrie textile, des turbines électriques, de scieries,… ;
  - sur le travail du granit[54].

## Pour approfondir